# Jesse Palmer
Jesse James Palmer (Toronto, 5 ottobre 1978) è un ex giocatore di football americano canadese che ha giocato nel ruolo di quarterback nella National Football League (NFL). Al college giocò a football all'Università della Florida. Attualmente svolge il ruolo di commentatore del college football per ESPN.

## Carriera professionistica
Palmer fu scelto nel corso del quarto giro (125º assoluto) del Draft NFL 2001 dai New York Giants con cui rimase per quattro stagioni, fino al 2004. Trascorse la maggior parte del tempo come riserva di Kerry Collins fino a quando nel 2003 divenne solamente il secondo atleta canadese della storia a partire nel ruolo di quarterback titolare nella NFL (il primo era stato Mark Rypien dei Washington Redskins). Fu svincolato dai Giants il 2 settembre 2005. Dopo essere stato senza scendere in campo nei roster di San Francisco 49ers e Montreal Alouettes, nel 2007 Palmer si ritirò per dedicarsi alla carriera televisiva.

## Vittorie e premi
Nessuno

## Statistiche
| Yard lanciate     | 562  |
| Touchdown         | 3    |
| Intercetti subiti | 4    |
| Passer rating     | 59,8 |